# Bernau (Rosenheim)
Bernau am Chiemsee é um município da Alemanha, no distrito de Rosenheim, na região administrativa de Oberbayern , estado de Baviera.